# Сити-туннель (Лейпциг)

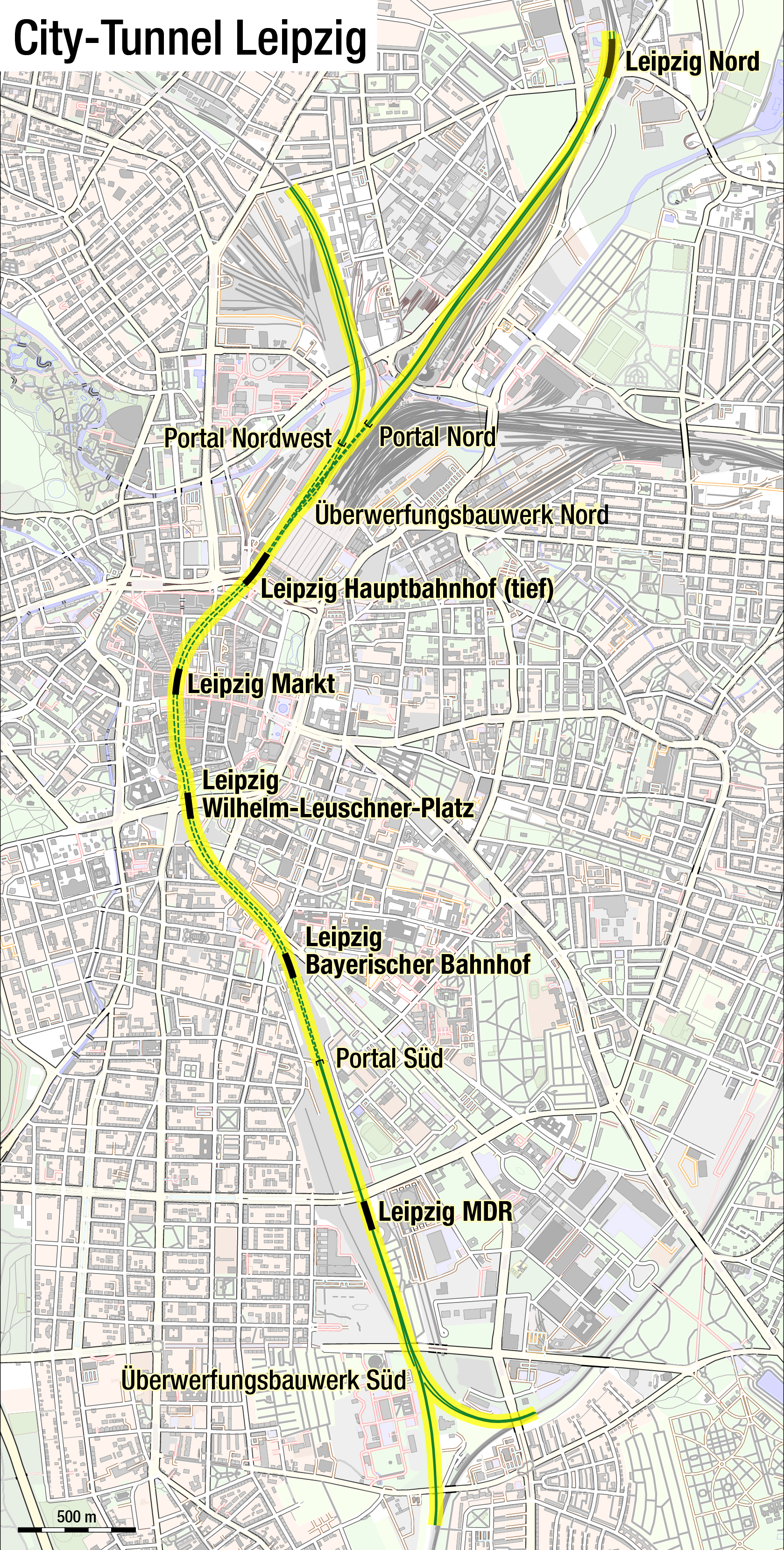

Лейпцигский Сити-туннель (нем. City-Tunnel Leipzig) — крупный инфраструктурный проект по переустройству транспортной железнодорожной системы города Лейпцига.
Его основным элементом является открытый в 2013 году двойной электрифицированный железнодорожный туннель, проложенный под историческим центром города и соединяющий Главный вокзал с лежащим южнее Баварским вокзалом. Проходящий непосредственно под центром Лейпцига туннель имеет длину 1438 метров (с учётом подъездных путей — около 5,3 км) и обслуживает 4 подземные железнодорожные станции Среднегерманской городской электрички S-Bahn, обеспечивая быстрое транспортное сообщение по оси север-юг.

## Предыстория
Уже в 1892 году — при заключении договорённости на возведение Главного вокзала на северо-восточной границе старого города Лейпцига — было определено, что расположенный к югу Баварский вокзал не будет закрыт, но по возможности должен получить подземное сообщение с новым центральным вокзалом; в качестве промежуточной станции была определена площадь Августа (нем. Augustusplatz) — главный транспортный узел города. Предполагалось также, что туннель мелкого заложения должен быть возведён открытым способом.
В ходе строительства здания Главного вокзала в 1909—1915 годах кроме прочего были построены подъездная рампа (со стороны Дрездена) длиной 140 м и часть подземного туннеля длиной около 700 метров с платформами для запланированного пассажирского сообщения. Начавшаяся Первая мировая война привела, однако, к заморозке всех работ.
В 1930-х годах на фоне продолжавшегося стремительного роста городского населения Лейпцига идея возведения подземного транспортного туннеля вновь обрела актуальность; и вновь мировая война помешала её воплощению в жизнь. Построенный в начале столетия туннель использовался в качестве бомбоубежища и был частично разрушен двумя прямыми попаданиями в ходе авианалёта 7 июля 1944 года.
По окончании войны в 1946 году планы были снова в течение некоторого времени предметом обсуждения; при этом наличные разрушения городской застройки по идее должны были облегчить открытое строительство; предполагалось также, что в будущем туннель будет обслуживать не только пригородные и внутригородские маршруты, но и поезда дальнего следования на Мюнхен. Политическая напряжённость и последовавший раздел Германии положили конец и этим планам; строительные мощности были обращены на восстановление повреждённой в ходе войны инфраструктуры.

## Строительство
После объединения Германии идея подземного туннеля в Лейпциге вновь оказалась на повестке дня: он не только должен был стать ключевым звеном подлежащей интенсивному развитию программы городской электрички S-Bahn, но в рамках крупного проекта «Германское единство» (нем. Verkehrsprojekt Deutsche Einheit) вновь предлагался в качестве транспортного коридора на пути из Берлина в Мюнхен как часть новой магистрали Лейпциг/Галле — Эрфурт. В 1993 году было вынесено положительное заключение о принципиальной осуществимости и рентабельности проекта, и в последующие два года проведены первые подготовительно-разыскательские работы, кульминацией которых стала общественная презентация идеи Сити-туннеля. Последовавшие экспертизы и более детальная проработка проекта 1996—1998 годов предполагали использование туннеля 11 поездами S-Bahn, двумя региональными экспрессами и одним междугородним поездом в час/направление. Саксонский земельный транспортный план 1999 года рассчитывал на нагрузку в 85 000 пассажиров в день. Наконец, в мае 2000 года было получено финальное разрешение на строительство, что ознаменовало также фактическое начало подготовительных работ: среди прочего, перекладку коммуникаций и сопутствующие археологические изыскания. В марте 2003 года руководство проектом перешло от концерна Deutsche Bahn к саксонскому правительству, и, наконец, 23 мая 2003 года лейпцигский обербургомистр Вольфганг Тифензее, саксонский министр экономики Мартин Гилло, глава Deutsche Bahn Хартмут Медорн и госсекретарь министерства транспортного сообщения Ирис Глейке подписали договор на строительство.

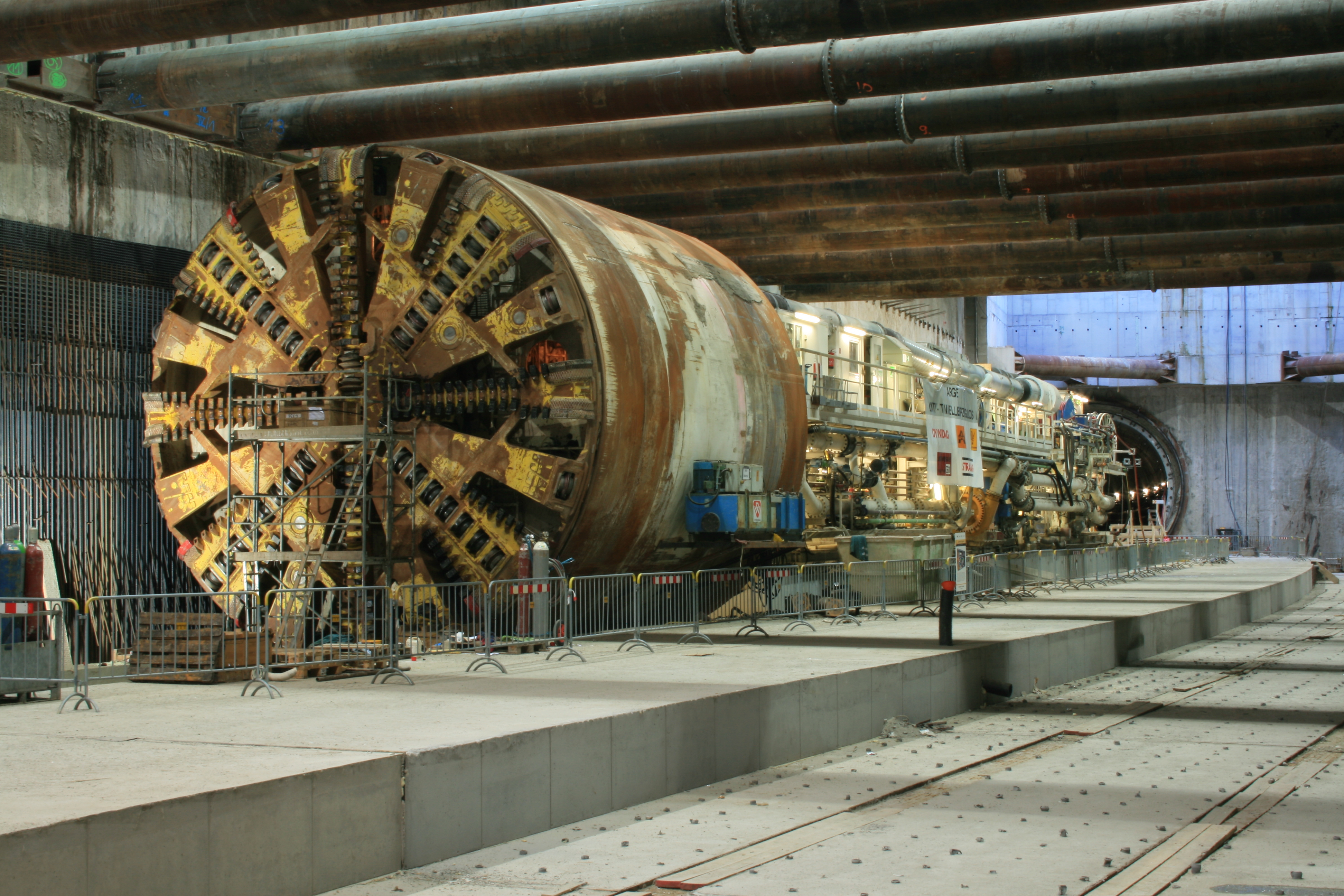
Горнопроходческий щит на станции Leipzig-Markt (август 2007 года)

9 июля 2003 года была проведена торжественная церемония начала работ, которые были подразделены на 7 этапов и должны были завершиться к 2009 году. В 2007 году введение туннеля в эксплуатацию планировалось на 2011 год, спустя год — на 2012 год, и вскорости — уже на 2013 год. Одной из причин срыва первоначальных сроков строительства послужило проседание грунта в конце 2006 года в районе Главного вокзала и появление многочисленных трещин в прилегающих зданиях.
Прокладка первой нитки туннеля под историческим центром Лейпцига началась 15 января 2007 года со стороны Баварского вокзала и была завершена 10 марта 2008 года; в период с 9 мая по 31 октября 2008 года была проложена вторая нитка Сити-туннеля. Черновое возведение подземных станций и новых остановочных пунктов нем. Leipzig-Nord и нем. Leipzig MDR завершилось в начале 2011 года, за чем последовало техническое оснащение линии.

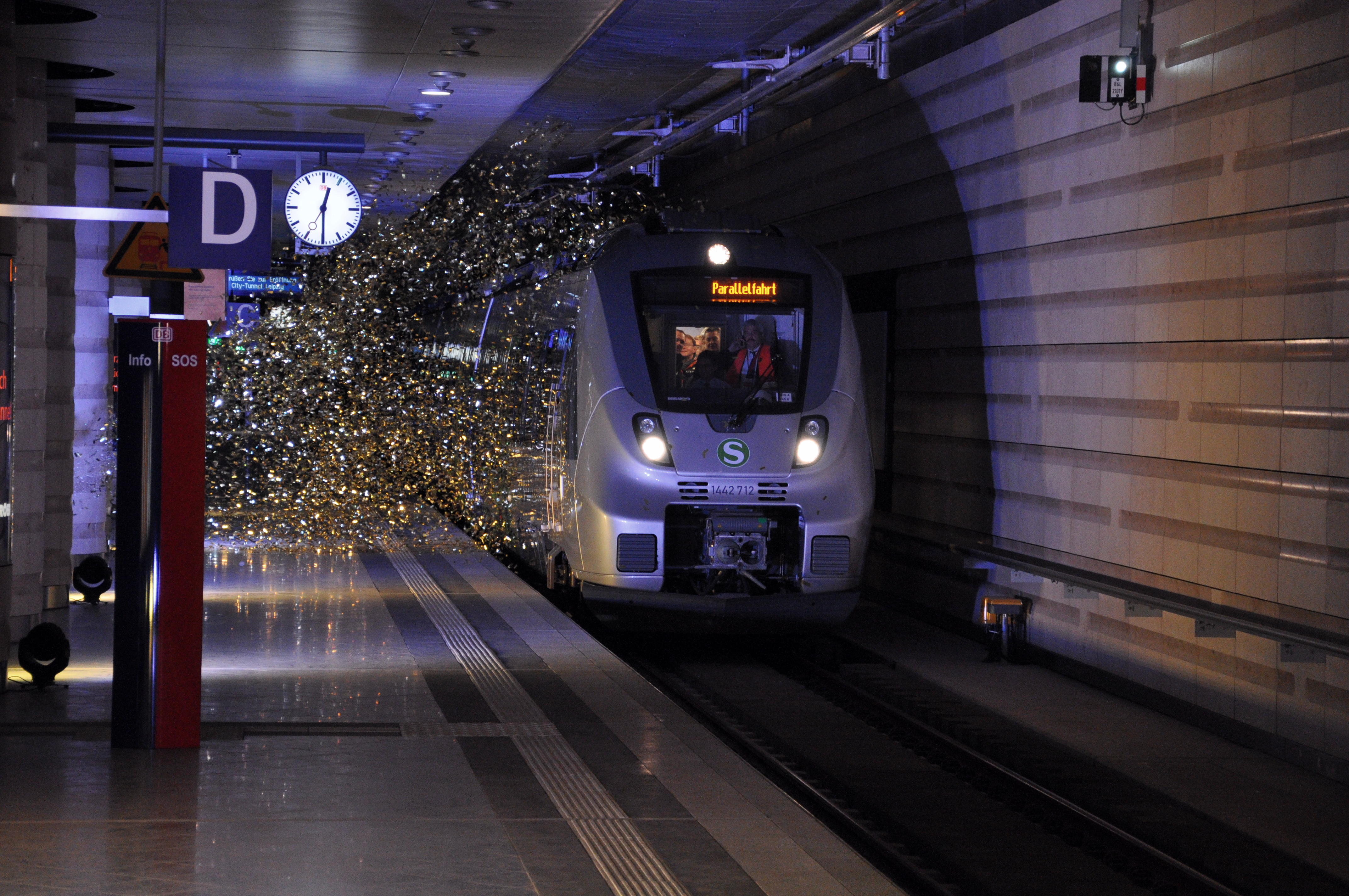
Прибытие первого поезда на станцию Leipzig-Hauptbahnhof (Главный вокзал)

Ради окончательного введения туннеля в строй и его подключения к существующим железнодорожным линиям потребовалось полное закрытие Главного вокзала в сентябре 2013 года, за чем последовала двухмесячная пробная эксплуатация туннеля. 15 декабря того же года Сити-туннель был открыт для пассажирского сообщения; одновременно свою работу начала кардинально обновлённая городская электричка S-Bahn, маршрут которой был расширен до 430 км и обслуживал 104 станции.

## Критика
Вероятно, основными пунктами критики в адрес Сити-туннеля являются его в действительности более длительные сроки строительства, фактическое удвоение стоимости строительных работ (с 915 млн марок в 2000 году до 1,118 млрд марок (571 млн евро) в 2002 году, и до 960 млн евро в 2010 году), а также эксклюзивное использование туннеля для проводки лишь региональных поездов.
С другой стороны, новая подземная линия позволила значительно улучшить транспортное железнодорожное сообщение в лейпцигском регионе, что подтверждается общим ростом пассажиропотока в поездах S-Bahn; первоначально запланированная пассажиронагрузка Сити-туннеля, однако, так и не была достигнута.